# Aktantmodellen
Aktantmodellen är en analysmodell för tolkning av sagor och andra texter. Modellen togs fram av den fransk-litauiske litteraturforskaren  Algirdas Julien Greimas. Den bygger på den ryska folkloristen Vladimir Propps undersökningar av ryska folksagor.
Aktant är ett begrepp som måste skiljas från aktör, fastän de båda begreppen är nära förbundna. En aktör är den konkreta rollinnehavaren i Greimas teori, medan aktantrollen är aktörens, ett kollektivs eller ett abstrakt objekts funktion i berättelsen. Greimas menade att antalet aktanter i en berättelse kan begränsas till sex. Dessa kan ordnas parvis:
| Subjekt ("hjälten") | Projekt (målet/objektet) |
| Avsändare           | Mottagare                |
| Hjälpare            | Motståndare              |

Aktanterna kan också ordnas så här:
| Givare → Objekt → Mottagare      |
| Hjälpare → Subjekt ← Motståndare |

Greimas presenterade modellen i Sémantique structurale (1966). Han avsåg att visa på rollstrukturer som han menade finns i alla berättelser; eftersom även sociologin använder begreppet aktant har Greimas även fått viss betydelse även i detta fält. ”Berättelse” förstås här i en vid, postmodern, betydelse, och innefattar praktiskt taget alla ”imaginära världar”. En analys av marxismen med aktantmodellen kan exempelvis ge:
- Subjekt=människan
- Projekt=klasslöst samhälle
- Avsändare=historien
- Mottagare=mänskligheten
- Hjälpare=proletariatet
- Motståndare=borgarklassen

Tillsammans med Claude Lévi-Strauss har Greimas fått kritik av folkloristen Elizar Meletinskij för att förbise arten av mytens och undersagans olikheter. Han räknas dock som en av det senare 1900-talets främsta litteraturteoretiker, och som en av narratologins och semiotikens förgrundsgestalter.